# Chalmazel-Jeansagnière

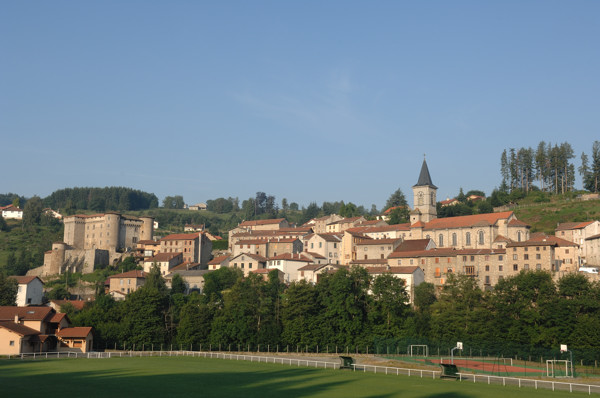
Chalmazel (2006)

Chalmazel-Jeansagnière ist eine französische Gemeinde und Commune nouvelle mit 1.217 Einwohnern (Stand: 1. Januar 2022) im Département Loire in der Region Auvergne-Rhône-Alpes. Sie gehört zum Arrondissement Montbrison und zum Kanton Boën-sur-Lignon.

## Geografie
Chalmazel-Jeansagnière liegt etwa 50 Kilometer nordwestlich von Saint-Étienne in der historischen Landschaft Forez. Hier entspringt der Lignon.

## Geschichte
Zum 1. Januar 2016 wurden die Gemeinden Chalmazel und Jeansagnière zur heutigen Gemeinde vereinigt.

## Gliederung
| Ortsteil                    | ehemaliger INSEE-Code | Fläche (km²) | Einwohnerzahl zum 1. Januar 2022 |
| --------------------------- | --------------------- | ------------ | -------------------------------- |
| Chalmazel (Verwaltungssitz) | 42039                 | 39,38        | 353                              |
| Jeansagnière                | 42114                 | 14,01        | 095                              |